# Miss Venezuela 2014
Miss Venezuela 2014 fue la sexagésima primera (61°) edición del certamen Miss Venezuela. Se llevó a cabo el 9 de octubre de 2014 en el Estudio 1 de Venevisión de Caracas, Venezuela. 25 candidatas compitieron por el título. Al final del evento, Migbelis Castellanos, Miss Venezuela 2013 de la Costa Oriental, coronó a Mariana Jiménez de Guárico como su sucesora. De igual forma, fueron coronadas Edymar Martínez, de Anzoátegui, como Miss Internacional Venezuela por parte de Michelle Bertolini, y Maira Alexandra Rodríguez, de Amazonas, como Miss Tierra Venezuela por parte de Stephanie De Zorzi.
La presentación oficial a la prensa contó con la animación de Kerly Ruiz y Osmariel Villalobos, se realizó el 23 de agosto, en la misma fueron impuestas las bandas de los estados a representar a cada candidata.
La ganadora representó a Venezuela en él Miss Universo 2015, adicionalmente se escogieron las representantes a Miss Internacional y Miss Tierra. Fue transmitido en vivo y directo para toda Venezuela por Venevisión y Venevisión Plus, además en alta definición para todos los suscriptores del Paquete Alta definición de DirecTV. Al exterior por Ve Plus TV y Univisión y para Estados Unidos y Puerto Rico vía Univisión Alta definición.

## Resultados
| Resultado                    | Candidata |
| ---------------------------- | --- |
| Miss Venezuela 2014          | - Guárico - Mariana Jiménez |
| Miss Venezuela Internacional | - Anzoátegui - Edymar Martínez                                                                                                   |
| Miss Venezuela Tierra        | - Amazonas - Maira Rodríguez |
| Primera finalista            | - Distrito Capital - Lorena Santos                                                                                               |
| Segunda finalista            | - Zulia - Erika Pinto |
| Top 10                       | - Apure - Skarliz Coa - Barinas - Stefany Merlín - Cojedes - Isabella Arriaga - Falcón - Jennifer Saá - Trujillo - Débora Medina |

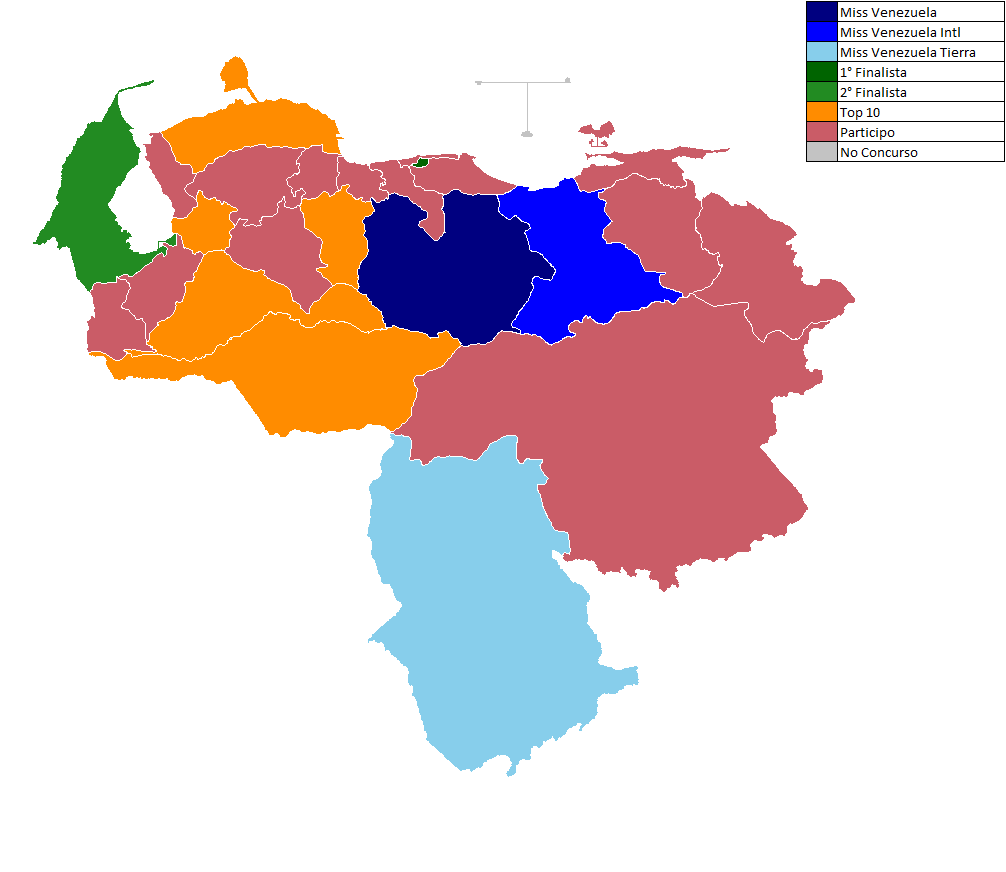
Miss Venezuela 2014

## Historia
A comienzos del mes de julio, la Organización Cisneros confirmó que la realización del Miss Venezuela 2014 se llevaría a cabo el 9 de octubre del presente año, y que el estudio 1 de Venevisión sería el recinto sede para el evento. A pesar de que se habló que el Poliedro de Caracas sería por segundo año consecutivo el recinto que albergaría la final del certamen, la negociación no se concretó según Jonathan Blum, presidente de Cisneros Media.

## Áreas de competencia

### Final
La noche final fue transmitida en vivo para toda Venezuela por Venevisión. Al exterior por Ve Plus TV y para Estados Unidos y Puerto Rico vía Univisión Alta definición; además se transmitió vía internet para todos los países y territorios desde el Estudio 1 de Venevisión, en Caracas, Venezuela, el 9 de octubre de 2014. Estuvo conducida por Leonardo Villalobos, Mariangel Ruiz y Gabriela Isler, Miss Universo 2013.
El grupo de 10 semifinalistas se dará a conocer durante la competencia final.
Todas las 24 candidatas fueron evaluadas por un Jurado final:
- Las 24 candidatas desfilaron en una nueva ronda en traje de baño (similares para todas).
- Posteriormente, las mismas desfilaron en traje de noche (elegidos al gusto de cada concursante).
- Basado en el desenvolvimiento en las áreas mencionadas, el jurado eligió las diez semifinalistas de la noche.
- Las diez (semifinalistas) se sometieron a una pregunta por parte del jurado; basado en las respuestas de las finalistas, cinco de ellas salieron de competencia.
- Las cinco restantes (finalistas) avanzaron a la siguiente plaza; y basado en sus calificaciones en la ronda de preguntas, el jurado determinó las posiciones finales y a la ganadora, Miss Venezuela 2014.

#### Jurado final
Estos fueron los miembros del jurado que evaluaron a las semi y finalistas para elegir a Miss Venezuela 2014:
- Marena Bencomo, Miss Venezuela 1996 y primera finalista de Miss Universo 1997.
- Ivo Contreras, estilista oficial de la Organización Miss Venezuela.
- Eduardo Orozco, actor venezolano.
- Alexandra Braun, actriz, modelo y Miss Tierra 2005.
- Georgia Reyes, diseñadora venezolana.
- Isabel Rodríguez, diseñadora venezolana.
- Jomari Goyso, estilista profesional español.
- Rafael "El Pollo" Brito, animador y cantante venezolano.

### Gala Interactiva
Este fue un evento preliminar que se realizó el 13 de septiembre de 2014 en el Estudio 01 de Venevisión, estuvo presentado por Mariela Celis y Alyz Henrich, Miss Tierra 2013. En esta gala se dieron a conocer las ganadoras de las primeras premiaciones previas a la noche final. La gala tuvo la partición de los cantantes Benavides y Omar Enrique para poner la nota musical.

### La Magia de ser Miss
Esta edición del Miss Venezuela contó por primera vez con un reality show hermano llamado La Magia de ser Miss. El mismo se estrenó el 9 de julio de 2014. transmitió los sábados durante el programa Super Sábado Sensacional y narró paso a paso las actividades y preparación de las candidatas a al título de Miss Venezuela, contando con la guía de destacadas personalidades. El reality se centró más que todo en el ámbito artístico, talentoso, personal y familiar de cada una de las candidatas aspirantes a la corona del Miss Venezuela. Finalizó el 4 de octubre.

## Premiaciones

### Gala Interactiva
| Premio                 | Candidata Ganadora                   |
| ---------------------- | ------------------------------------ |
| Miss Cabello Radiante  | Portuguesa - Astrid Möller           |
| Miss Simpatía          | Costa Oriental - María José Marcano  |
| Miss Confianza         | Amazonas - Maira Alexandra Rodríguez |
| Miss Piernas de Venus  | Guárico - Mariana Jiménez            |
| Piel Más Linda         | Monagas - Fabiola Briceño            |
| Miss Tecnología        | Trujillo - Débora Medina             |
| Miss Belleza Integral  | Distrito Capital - Lorena Santos     |
| Miss Sonrisa           | Aragua - Georgina Bachour            |
| Miss Rostro            | Anzoátegui - Edymar Martínez         |
| Miss Figura            | Lara - Julibell Alvarado             |
| Miss Belleza Saludable | Nueva Esparta - Emilia Rojas         |
| Miss Fitness           | Zulia - Erika Pinto                  |
| Miss Auténtica         | Yaracuy - Edmary Pineda              |
| Miss Personalidad      | Falcón - Jennifer Saá                |
| Miss Inspiración       | Barinas - Stefany Merlín             |

### Premiaciones Especiales (Final)
| Premio                   | Candidata |
| Miss Fotogénica          | - Guárico – Mariana Jiménez |
| Miss Amistad             | - Bolívar – Josmely González |
| Miss Elegancia           | - Amazonas – Maira Alexandra Rodríguez |
| Miss Talento             | - Cojedes – Isabella Arriaga |
| Imagen Oral B            | - Costa Oriental – María José Marcano |
| Mejores Vestidos de Gala | - Apure - Skarliz Coa (Diseñado por Valentina Cedeño) - Distrito Capital – Lorena Santos (Diseñado por Gionni Straccia) - Zulia - Erika Pinto (Diseñado por Gionni Straccia) por segunda vez |

## Candidatas
| Estado           | Candidata                            | Edad | Estatura (m) | Ciudad Natal      |
| ---------------- | ------------------------------------ | ---- | ------------ | ----------------- |
| Amazonas         | Maira Alexandra Rodríguez Herrera    | 22   | 1,76 m       | Maracay           |
| Anzoátegui       | Edymar Martínez Blanco               | 19   | 1,77 m       | Puerto La Cruz    |
| Apure            | Skarliz Gabriela Coa Perdomo         | 20   | 1,80 m       | Caripito          |
| Aragua           | Georgina Marieth Bachour Lozada      | 20   | 1,78 m       | Maracay           |
| Barinas          | Stefany Sasha Katherine Merlín       | 23   | 1,75 m       | Pampatar          |
| Bolívar          | Josmely González Guilarte            | 23   | 1,75 m       | Puerto Ordaz      |
| Carabobo         | Margreth Alejandra Isava Morin       | 21   | 1,77 m       | Valencia          |
| Cojedes          | Isabella Arriaga Olavarría           | 23   | 1,72 m       | Valencia          |
| Costa Oriental   | María José Marcano Ríos              | 21   | 1,72 m       | Ciudad Ojeda      |
| Delta Amacuro    | Nitya Nandy Ardila Prieto            | 21   | 1,74 m       | Maracaibo         |
| Distrito Capital | Lorena Sofía Santos Agli             | 24   | 1,75 m       | Maiquetía         |
| Falcón           | Jennifer Angulo Saá                  | 22   | 1,83 m       | Valencia          |
| Guárico          | Mariana Coromoto Jiménez Martínez    | 20   | 1,79 m       | La Guaira         |
| Lara             | Julibell Cristina Alvarado Piñero    | 22   | 1,75 m       | Barquisimeto      |
| Mérida           | María de Los Ángeles Belandria Forte | 23   | 1,77 m       | Bailadores        |
| Miranda          | María José Hernández Parra           | 19   | 1,82 m       | Bejuma            |
| Monagas          | Fabiola Mercedes Briceño Maita       | 23   | 1,74 m       | Maturín           |
| Nueva Esparta    | Emilia Valentina Rojas Serradas      | 19   | 1,74 m       | Porlamar          |
| Portuguesa       | Astrid Carolina Möller González      | 23   | 1,74 m       | Caracas           |
| Sucre            | Yraima Victoria Rojas Serradas       | 19   | 1,77 m       | Porlamar          |
| Táchira          | Rafaela Gregori Castañeda            | 18   | 1,83 m       | Rubio             |
| Trujillo         | Débora Paola Medina Pineda           | 19   | 1,75 m       | San Juan de Colón |
| Vargas           | Kisbel Beatriz Barreto Franco        | 25   | 1,74 m       | La Guaira         |
| Yaracuy          | Edmary Gabriela Pineda Olivar        | 21   | 1,77 m       | Maracay           |
| Zulia            | Erika María Pinto Sierra             | 23   | 1,79 m       | Maracaibo         |

## Datos acerca de las delegadas
- Algunas de las delegadas del Miss Venezuela 2014 han participado, o participarán, en otros certámenes de importancia nacionales e internacionales:
  - Astrid Möller (Portuguesa) participó sin éxito en Teen Model Venezuela 2007 representando a Barinas.
  - Edymar Martínez (Anzoategui) ganó el Miss Teen Belleza Venezuela 2010 y el Reinado del Carnaval Cultural y Turístico de Barcelona 2012.
  - María de Los Ángeles Belandria Forte (Mérida) ganó el Reinado de la Feria Internacional del Sol 2014.
  - Georgina Bachour (Aragua) fue segunda finalista en Miss Atlántico Internacional 2013.
  - Maira Alexandra Rodríguez (Amazonas) participó sin éxito en Miss Venezuela Mundo 2013.
  - Mariana Jiménez (Guárico) ganó el Señorita Deporte 2012, el Reinado de la Costa Internacional del Pacífico 2013 y fue semifinalista en Miss Grand Internacional 2013.
  - Débora Medina (Trujillo) participó en Miss Venezuela, Todo por la corona 2013.
  - Krisbel Barreto (Vargas) participó sin éxito en Chica HTV 2013 en Colombia.
  - Fabiola Briceño (Monagas) ganó el Reinado del Carnaval de Maturín 2014.
  - Erika Pinto (Zulia) fue segunda finalista en Miss Venezuela Mundo 2014.
  - Maira Alexandra Rodríguez (Amazonas) representaría al país en el Miss Tierra 2015, sin embargo, debido a la destitución de su antecesora, Stephanie de Zorzi, fue designada para ir al Miss Tierra 2014 solo días antes de partir al certamen, adjudicándose como "Miss Agua" en la noche final de dicho concurso, sólo superada por las representantes de Estados Unidos y Filipinas.
  - Edymar Martínez (Anzoategui) ganó el Miss Internacional 2015.
  - Stefany Merlín (Barinas) fue cuarta finalista en Miss Face of Beauty International 2015. Además, participó en Miss World Next Top Model 2016, adjudicándose con los premios especiales de Miss Bikini y Miss South America.
  - Nitya Ardila (Delta Amacuro) fue semifinalista en Miss Continentes Unidos 2015 y ganó el concurso de modelos CN Model International Search 2016 en Ecuador.
  - Mariana Jiménez (Guárico) fue semifinalista en Miss Universo 2015.
  - Débora Medina (Trujillo) fue designada Miss Grand Venezuela 2016 y participó en Miss Grand Internacional 2016, donde fue semifinalista.

- Algunas de las delegadas nacieron o viven en otro estado, región o país al que representarán, o bien, tienen un origen étnico distinto:

- - Georgina Bachour (Aragua) es de ascendencia árabe.
  - Stefany Merlin (Barinas) es de ascendencia alemana por parte materna.
  - Isabella Arriaga (Cojedes) es de ascendencia española.
  - Nitya Ardila (Delta Amacuro) es mitad india.
  - Lorena Santos (Distrito Capital) es de ascendencia italiana por parte materna.
  - Jennifer Saa (Delta Falcón) es mitad colombiana.
  - Astrid Möller (Portuguesa) es de ascendencia alemana por parte paterna.

- Otros datos significativos de algunas delegadas:

- - Jennifer Saa (Falcón) y Rafaela Gregori (Táchira) fueron las candidatas de mayor estatura con 1,83 m; mientras las de menor estatura fueron María José Marcano (Costa Oriental) e Isabela Arriaga (Cojedes), con 1,72 m.
  - Kisbel Barreto (Vargas), con 25 años era la candidata de mayor edad; mientras que la de menor edad fue Rafaela Gregori (Táchira), con 18 años.
  - Jennifer Saa (Falcón) fue la primera candidata con el cabello rapado en la historia del Miss Venezuela.
  - Emilia Rojas (Nueva Esparta) e Yraima Rojas (Sucre) fueron las primeras hermanas gemelas en competir juntas en la historia del certamen.[11]
  - 12 de las 25 candidatas son originarias de los estados o regiones que representaron: Edymar Martínez (Anzoátegui), Georgina Bachour (Aragua), Josmely González (Bolívar), Margreth Isava (Carabobo), María José Marcano (Costa Oriental), Julibell Alvarado (Lara), María de Los Ángeles Belandria (Mérida), Fabiola Briceño (Monagas), Emilia Rojas (Nueva Esparta), Rafaela Gregori (Táchira), Kisbel Barreto (Vargas) y Erika Pinto (Zulia).

## Sobre los estados y/o regiones en Miss Venezuela 2014

### Estados y/o regiones ausentes
(en relación a la edición anterior)
- Dependencias Federales, no está representada en esta edición.